# 잭 세이어
존 볼랜드 "잭" 세이어 3세(영어: John Borland "Jack" Thayer III, 1894년 12월 24일 ~ 1945년 9월 20일)는 1912년 4월 15일 빙산에 부딪혀 침몰한 후 살아남은 RMS 타이타닉의 일등석 승객이었다. 그 당시 17세였던 그는 추운 바다로 뛰어든 후 살아남은 소수의 승객 중 한 명이었다. 그는 후에 침몰에 대한 자신의 기억을 개인적으로 쓰고 출판했다.